# پاداراولی
پاداراولی (به لاتین: Padaraveli) یک منطقهٔ مسکونی در سری‌لانکا است که در ناحیه منار واقع شده‌است.